# Kurijali
U antičkom Rimu, kurijali (lat. curiales; iz co + viria = "zbor ljudi, muškaraca") u početku su bili vodeći članovi gentes (klanova) u gradu Rimu. Imali su i građansku i sakralnu ulogu. Svaki gens curiales imao je vođu, koji se nazivao curio. Čitavu organizaciju zborova vodio je i nadzirao curio maximus.
Ovaj rimski oblik građanstva preuzeli su i drugi gradovi i manja mjesta unutar Carstva kako su postepeno potpadali pod rimski utjecaj. U vrijeme kasnog Rimskog Carstva, naziv curiales koristio se za trgovce, poslovne ljude i zemljoposjednike s posjedima srednje veličine koji su služili u lokalnoj kuriji (lat. curia) kao suci i dekurioni. Od kurijala se očekivalo da osiguraju novac za javne građevinske radove, hramove, proslave, igre i mjesni sustav socijalne pomoći. Često su osobno plaćali ove projekte (često naglašavajući vlastitu darežljivost) s ciljem povećanja osobnog prestiža.
Kurijali su također bili odgovorni za prikupljanje carskoga poreza, za dostavu hrane i opću opskrbu vojske i brinuli se za funkcioniranje carske pošte (cursus publicus).
S propašću Rimskog Carstva i njegovog gospodarstva, većina članova kurijalne klase financijski propada osim onih najimućnijih, koji su u mnogim slučajevima novcem kupovali izuzeće od svojih obaveza. Zbog toga su se mnogi prijavljivali za funkcije koje su im garantirale izbjegavanje kurijalne funkcije, kao što su položaji u vojsci, carskoj vladi ili crkvi. Car Flavije Klaudije Julijan pokušao se oduprijeti ovakvom razvoju događaja povećavanjem veličine kurijalnih zborova, u pokušaju ravnomjernijeg raspršenja financijskih obaveza čineći kurijalnu funkciju manje skupom. Pokušaj nije uspio i sam Julian umire prije nego je vidio učinkee svoje reforme. Kasniji pokušaji reforme također su propali i tijekom kasnog rimskog razdoblja kurijalni zborovi postupno gube na značenju.

## Vanjske poveznice
- Dekurioni i kurijali na livius.org  Arhivirana inačica izvorne stranice od 14. listopada 2012. (Wayback Machine), pristupljeno 25. prosinca 2015.